# 七宗町体育館
七宗町体育館（ひちそうちょうたいいくかん）は、かつて岐阜県加茂郡七宗町にあった体育館である。

## 概要
- 1979年（昭和54年）11月竣工[1]。
- 隣接する七宗町開発センター（1980年竣工）は2021年（令和3年）4月から管理等を七宗町体育館に一元化され、事実上七宗町体育館の一部となっている[2]。
- 建物の耐震性、天井等にアスベストが使用されていることなどもあり、体育館及び旧開発センターは、2023年（令和5年）3月31日に閉館となった[3]。

## 施設概要
- 球技場

バスケットコート2面
- 卓球場

卓球台8台
- 剣道場
- 柔道場
- トレーニング場
- 会議室
- 集会場
- 和室
- 青年の部屋
- 農林業経営相談室
- 生活改善実習室
- 農林業研修室

## 利用案内
- 所在地：岐阜県加茂郡七宗町上麻生3566番地1
- 開館時間：8:30 - 21:30
  - 利用時間は8:30 - 12:00、13:00 - 17:00、18:30 - 21:30
- 休館日：月曜日、年末年始（12月29日 - 1月3日）

## 交通アクセス

### 公共交通機関
- 七宗町営バス神渕A線（杉洞線）、神渕B線（間見線）「体育館前」バス停より徒歩すぐ

## 周辺
- 七宗町町民運動場　※隣接
- 神淵川
- 岐阜県道64号可児金山線（飛騨街道）